# 박수
박수(拍手, 영어: clapping, clap)는 손바닥 또는 손뼉을 서로 마주치면서 소리를 일으키는 행위이다. 찬성, 환영, 즐거움을 표현하기 위해서 사용되기도 하고, 음악, 춤 등에서 박자를 표현하기 위해서 사용되기도 한다.
박수는 다양한 형태의 음악에서 사용된다. 미국 음악에서는 펑크, 가스펠, 두왑, 초기 팝 음악에서 박수가 인기가 있다. 플라멩코와 세비야나스라는 두 가지 스페인 음악 장르에서는 박수를 '팔마스(palmas)'라고 부르며, 종종 리듬을 설정하고 노래의 필수적인 요소가 된다. 샘플링되거나 합성된 박수 소리는 일렉트로닉 및 팝 음악에서도 기본 요소로 사용된다.
박수는 이 외에 다음과 같은 다양한 용도로도 사용된다.
- 음악 교습에서 박수는 악보의 장단을 파악하고 새로운 리듬에 쉽게 익숙해지기 위한 수단으로 사용된다.
- 음향학에서 박수는 방의 반향을 조사하는데 사용된다. 박수 소리의 감쇠 시간을 통해 반향을 조사하는데, 박수 소리 이외의 어떤 소리도 사용될 수 있지만, 박수 소리는 명확한 주파수를 지니고 있고, 게다가 언제 어디서나 가능하기 때문에 많이 사용된다.

## 음악
일부 음악에서는 하나의 타악기부로서도 사용된다. 스티브 라이히의 《Clapping Music》, Robert Paterson의 《Voices》(1988), 《Kino-Klap》(2008)은 박수로만 이루어져 있다.
케플록(keplok)이라 알려진 박수 리듬은 자바 가믈란 음악에서 중요하다. 합성된 박수 소리의 한 형태는 많은 랩과 힙합 노래에서도 인기가 있다. 이는 1970년대 디스코와 펑크 같은 이전 대중음악에서 사용된 기술에서 파생되었고 이를 모방한 것이다. 이 기술은 여러 번의 실제 박수 소리를 녹음하거나, 여러 명의 연주자가 동시에 박수를 치는 장면을 한 번에 녹음하는 방식이었다. 이러한 방식은 보통 마디의 2번째와 4번째 박자(오프비트)에서 스네어 드럼의 비트를 강화하기 위한 목적이었다. 컨템퍼러리 알앤비, 힙합, 랩 음악에서는 종종 스네어 드럼을 생략하고 박수 소리가 더욱 뚜렷하고 중심적인 비트 요소가 되게 만든다.

## 같이 보기
- 박수갈채
- 기립박수